# Боргето (Новара)
Боргето је насеље у Италији у округу Новара, региону Пијемонт.
Према процени из 2011. у насељу је живело 38 становника. Насеље се налази на надморској висини од 294 м.